# Alicia Delaval
María del Pilar del Espíritu Santo Torruco más conocida como Alicia Delaval (Villahermosa, Tabasco, 5 de septiembre de 1923-Ciudad de México, 11 de junio de 2012) fue una poetisa tabasqueña.

## Biografía
Realizó sus primeros estudios en Villahermosa, y en la capital del país, ingresó al Colegio Williams. Desde 1948 ejerció la docencia, primero como catedrática de educación musical y economía doméstica en el Instituto Juárez de la ciudad de Villahermosa, donde ocupó también cargos como Directora de la Biblioteca José Martí (1954-1958); Directora de Difusión Cultural (1959-1961); Directora de la Escuela de Oficios (1961-1963) y Coordinadora de ediciones del Gobierno del Estado. Hacia fines de los años 60 se trasladó a la Ciudad de México donde impartió la materia de Lengua y Literatura Españolas en diversas escuelas secundarias y luego en la Escuela secundaria número 13, “Enrique C. Olivares” en el Distrito Federal hasta su jubilación en 1968.
Su verdadero nombre es María del Pilar del Espíritu Santo Torruco, aunque al inicio como seudónimo de su obra literaria usó: Armando Delaval que luego cambió por Alicia, quizá como reflejo de ocultar su condición de mujer en terrenos que no eran bien vistos para ellas en esa época.
Carlos Pellicer la definió como "la mejor poeta nacida en tierras tabasqueñas" y es que su calidad literaria del verso y el soneto es inigualable. 
Sea soneto, romance o poemas breves, Alicia Delaval sigue siendo una joya conservada en el tiempo. En sus versos recientes se confiesa “desinspiradora” pero al escribirlos brinda una muestra de su sensibilidad y manejo del idioma.
Fallece en la Ciudad de México el 11 de junio de 2012 después de pasar 12 años aquejada de varios males. Nunca contrajo nupcias ni tuvo hijos, dedicándose a lo que más amaba: escribir.

## Obra y reconocimientos
- Las vírgenes terrestres novela (1969)
- Hablemos de amor poesía (1972)
- Misa de réquiem a la memoria de mi padre poesía (1973)
- Retorno al gris poesía (1978)
- Atrio del soneto poesía (1980)
- Sonetos para decir nuestro amor
- Vida y obra de la doctora Rosario María Gutiérrez Eskildsen Biografía (1987)
- Quehaceres poéticos ensayo (1990)
- Eva teatro.
- Abanicasos teatro
- Augurio de gaviota poesía (1991)
- Sonetos de navidad poesía (1994)

Premios
- Primer lugar del certamen de cuentos en 1995: El hombre que perdió su sombra”
- Flor natural con el poema “Tabasco” en 1995
- Primer lugar en el IV Festival de Teatro del INBA en Oaxaca en 1958 con la obra “Eva”
- en el mismo festival, segundo premio de teatro infantil con la obra “Cuento para estudiosos”
- En 1967, primer premio en Tabasco con la obra de teatro “Abanicazos”
- Flor natural de los juegos flores de Azuayo, Michoacán en 1995 con “Misa de réquiem a la memoria de mi padre” (poesía).